# Hafniaceae
Famille
Les Hafniaceae sont une famille de bacilles Gram négatifs de l'ordre  des Enterobacterales. Leur nom provient de Hafnia qui est le genre type de la famille.

## Taxonomie
Cette famille est créée en 2016 lors de la réorganisation de l'ordre des Enterobacterales par M. Adeolu et al. sur la base de travaux de phylogénétique moléculaire. Elle se compose de genres bactériens auparavant rattachés aux Enterobacteriaceae sur la base de critères phénotypiques.

## Liste de genres
Selon la LPSN (25 octobre 2022) :
- Edwardsiella Ewing & McWhorter 1965
- Hafnia Møller 1954 – genre type
- Obesumbacterium Shimwell 1963